# Aphis shaposhnikovi
Aphis shaposhnikovi är en insektsart. Aphis shaposhnikovi ingår i släktet Aphis och familjen långrörsbladlöss. Inga underarter finns listade i Catalogue of Life.